# Ветелі
Ветелі (фін. Veteli; швед. Vetil) — громада в провінції Центральна Пог'янмаа, Фінляндія. Загальна площа території — 520,91 км, з яких 18,6 км — вода.

## Демографія
На 31 січня 2011 в громаді Ветелі проживало 3453 чоловік: 1769 чоловіків і 1684 жінки.
Фінська мова є рідною для 97% жителів, шведська — для 1,59%. Інші мови рідні для 1,38% жителів.
Віковий склад населення:
- До 14 років — 15,87%
- Від 15 до 64 років — 62,41%
- Від 65 років — 22,1%

Зміна чисельності населення по роках:
| Рік  | Чисельність |
| ---- | ----------- |
| 1980 | 3880        |
| 1990 | 4074        |
| 2000 | 3811        |
| 2010 | 3466        |
| 2011 | 3453        |

## Відомі уродженці
- Еско Аго — прем'єр-міністр Фінляндії (1991—1995).
- Юга Сіпіля — прем'єр-міністр Фінляндії (2015—2019).